# 天主教芒古教區
天主教芒古教區（拉丁語：Dioecesis Monguensis）是贊比亞一個羅馬天主教教區，屬盧薩卡總教區。
教區成立於1997年6月14日，包括西北省西部以及西方省北部。2004年有教友56,386人（佔轄區總人口9.1%）、十一個堂區、廿八名司鐸。現任教區主教為埃文斯·奇尼亞馬·奇年巴。